# Lauderdale County (Alabama)
Lauderdale County is een county in de Amerikaanse staat Alabama.
De county heeft een landoppervlakte van 1.734 km² en telt 87.966 inwoners (volkstelling 2000). De hoofdplaats is Florence.

## Bevolkingsontwikkeling

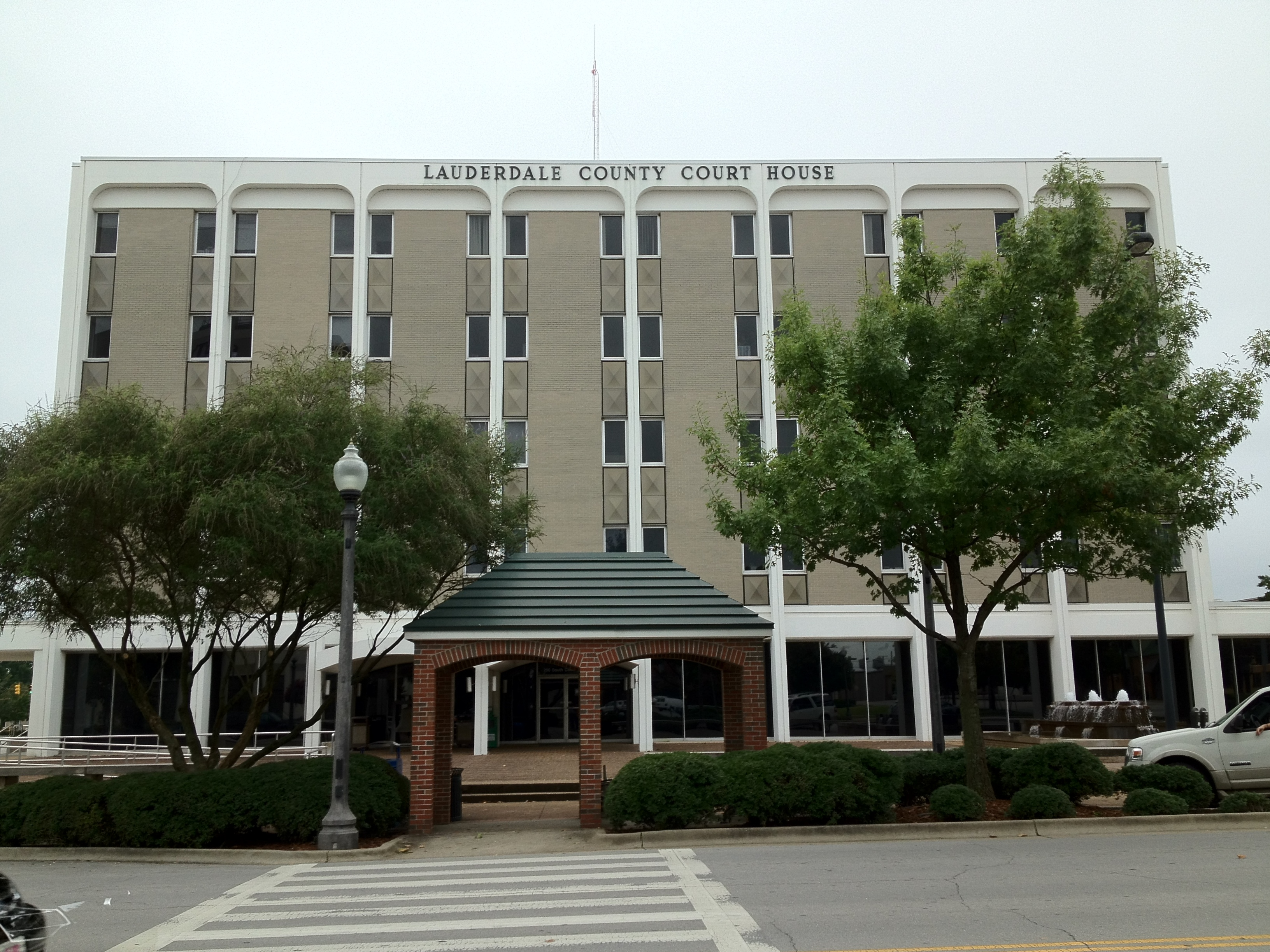
Lauderdale County Courthouse